# José Manuel Trelles Villademoros
José Manuel Trelles Villademoros (Talarén, Navia, 1685 - Madrid, c. 1765) fue un historiador y genealogista asturiano.
Dejó escritas dos obras:
- Asturias ilustrada: primitivo origen de la nobleza de España, su antigüedad, clases y diferencias, con la descendencia sucessiva de las principales familias del Reyno, 3 volúmenes publicados en Madrid entre 1736 y 1739.
- Historia chronológica y genealógica del primitivo origen de la nobleza de España, su antigüedad, clases y diferencias, con sucessiones continuadas de las principales familias del Reyno, y con la ilustración del Principado de Asturias, 8 volúmenes, Madrid, 1760.

Se ganó la crítica del ilustrado jerónimo fray Juan de Valenzuela por sus errores y grosero nacionalismo, y en ocasiones fue calificado de crédulo por dar como buenas fuentes no demasiado fiables.